# Kalamata
Kalamata (grčki: Καλαμάτα, bivši:  Καλάμαι  Kalámai na katarevusi) je drugi po veličini grad na Peloponezu u južnoj Grčkoj. 
Kalamata je glavni grad i glavna pomorska luka prefekture Mesanija, grad leži na obalama rijeke Nedon u sredini Mesanijskog zaljeva. 
Grad je smješten pored ostataka antičkog grada Pharai koji spominje Homer.
Kalamata leži 238 km jugozapadno od Atene, oko 60 km, 120 km jugoistočno od grada Pirgosa, te oko 80 km jugo-zapadno od Tripolija,  60 km zapadno od Sparte,  i oko 8 km istočno od Mesene. Kalamata je udaljena 215 km južno od Patrasa i 715 km južno od Soluna. Po popisu iz 2001. godine Kalamata je imala 57 620 stanovnika.
Kalamata leži u Mesanijskom zaljevu koji ima brojne duge plaže. Planina Tajget nalazi se udaljena 4 km istočno od grada, autocesta GR-82 Kalamata - Sparta ide po obroncima planine.

## Porijeklo imena
Ime Kalamata možda vuče porijeklo iz grčke složenice kala ommata, a što znači  lijepe oči. bizantinska crkva pored grada posvećena je djevici Kalomata. 
Postoji i sasvim druga pretpostavka da je porijeklo imena latinskog porijekla, složenica od dviju riječi; Cala što znači mjesto za sidrenje i Mata malo drvo.

## Povijest
Za razliku od većine drugih grčkih gradova, Kalamata nije osnovana u antičkim vremenima. 
Kalamata je u svojoj povijesti često mijenjala gospodare. Bila je pod vlašću križarske državice Ahejske Kneževine od 1205. do 1381.godine. franačka plemićka obitelj Villehardouin (Gotfrid I. Villehardouin i dr.), vladala je od 1210. do 1278. godine i izgradila dvorac u mjestu.  
Kalamatu su zauzeli Turci 1481. i vladali njome do 1681. godine. Nakon Turaka gradom vladaju Mlečani do 1715. godine.
Za vrijeme mletačke vlasti Kalamata je bolje utvrđena, a grad je doživio gospodarski oporavak i rast.
Turci ponovno zauzimaju Kalamatu 1715. godine, i vladaju njome sve do Grčkog rata za neovisnost kada je Petros Mavromihalis oslobodio grad 23. ožujka 1821. godine, od turske vlasti nakon okupacije od skoro 300 godina.
Grčke ustanike vodili su vojskovođe; Teodor Kolokotronis, Petros Mavromihalis i Papaflesas. 1825. godine Ibrahim paša razorio je grad za vrijeme Grčkog rata za neovisnost. Nakon toga grad je ponovno podignut i postao je jedna od najznačajnijih luka Mediterana.
Dana 29. travnja 1941. vodila se kod luke u Kalamati žestoke borbe između nastupajućih njemačkih snaga i vojnika iz sastava 2. novozelandske divizije.
Današnja Kalamata je drugi grad po veličini na Peloponezu. Grad je trgovačko sjedište poljoprivrednog kraja koji je poznat po proizvodnji i izvozu; grožđica, maslina i maslinovog ulja.
Kalamata je ponovno bila svjetskim naslovnicama kada ju je pogodio potres od 6.6 po Richterovoj ljestvici u utorak 13. rujna 1986. godine. Potres nije izazvao veća oštećenja, ali je izazvao paniku.
Novosnovano Sveučilište Peloponez ima ogranak (kamp) u Kalamati sa studijima; povijesti, književnosti, religije i filozofije. U Kampu Kalamati se održavaju besplatni tečaji grčkog jezika za iseljene Grke.

## Promet
Pored grada ide magistralna cesta; E55/E65 kao i Grčka međugradska cesta GR-82. Najbliža autocesta se nalazi na 35 km sjeverno od grada.
Kalamata je povezana brzom željezničkom linijom s gradovima; Kiparisijom, Pirgosom, Patrasom i Kiatom, putnički promet prema Korintu je zbog rekonstrukcije pruge zatvoren.
Iz gradske luke voze trajekti za otoke Kiteru i Kretu. Od sredine 1980-tih i prometuje kružna brodska linija između gradova; Kalamata - Kitera - Hania (Kreta). 
Za ljetnih mjeseci brojni čarter letovi iz raznih europskih gradova lete na Međunarodnu zračnu luku Kalamata.

## Rast stanovništva Kalamate posljednjih decenija
| Godina | Stanovništvo | Promjena        | Stanovništvo općine | Promjena | Gustoće    |
| ------ | ------------ | --------------- | ------------------- | -------- | ---------- |
| 1981   | 42,075       | -               | -                   | -        |            |
| 1991   | 43,625       | +1,550/+2.68%   | 50,693              | -        | 200.20/km² |
| 2001   | 61,373       | +17,748/+177.0% | 81,125              | -        | 457.56/km² |

## Gradske znamenitosti
Kalamata je grad brojnih znamenitosti, poput Dvorca Villehardouin, bizantinske crkve Ipapandis, manastira Kalograiona i Muzeja željeznice. 
Crkva Agion Apostolon (Sveti Apostoli) ima veliko nacionalno značenje za Grke jer je u njoj Mavromihalis objavio početak Grčkog rata za neovisnost.
- Arheološki muzej Benakeion iz Kalamate , smješten u povijesnom središtu grada.
- Bizantinske crkve i manastiri
- Događanja iz kulture poput Međunarodnog festivala plesa
- Kalamata International Dance Festival
- Dvorac Kalamata iz XIII st.
- Marina i Luka Kalamata, smještene jugozapadno od središta grada.  Glavna i najveća luka Mesinije i južnog dijela Peloponeza.
- Međunarodna zračna luka Kalamata, smještena je na 7 km sjevero-zapadno od sjedišta grada. ( blizu grada Mesene).  Uzletno poletnu stazu dijeli s vojnom zračnom lukom.
- Željeznički muzej općine Kalamata  Arhivirana inačica izvorne stranice od 25. srpnja 2009. (Wayback Machine), muzej je otvoren 1986. godine
- Epikurski Apolonov Hram, udaljen na sat vožnje od grada Kalamate
- Turističke informacije

## Zbratimljeni gradovi
- Aglantzia, Cipar
- Bizerta, Tunis

## Vanjske poveznice
- Općina Kalamata (grč.)
- Povijesne karte Kalamate  Arhivirana inačica izvorne stranice od 25. rujna 2009. (Wayback Machine)
- Mesijanska Komora trgovine i industrije  Arhivirana inačica izvorne stranice od 7. veljače 2009. (Wayback Machine)
- Ministarstvo kulture - odjel Mesinija